# 771
Năm 771 là một năm trong lịch Julius.